# Gianluca Curci
Gianluca Curci (Roma, 12 luglio 1985) è un allenatore di calcio ed ex calciatore italiano, di ruolo portiere, preparatore dei portieri dell'Atletico Lodigiani.

## Carriera

### Club

#### Roma
Curci è cresciuto nel settore giovanile della Roma.
Nella stagione 2003-2004 va in ritiro con la prima squadra ed è il terzo portiere della rosa alle spalle di Ivan Pelizzoli e Carlo Zotti. La sua stagione si chiude con solo qualche presenza in panchina. Il 31 agosto 2004 il Palermo acquista la metà del suo cartellino, con un accordo che lo vedeva comunque rimanere nella capitale.
L'esordio arriva nella stagione 2004-2005, dove debutta in Roma-Parma e assomma 11 presenze. Sempre in questa stagione si laurea Campione d'Italia con la formazione Primavera, guidata da Alberto De Rossi (padre di Daniele), anche se nella parte finale del torneo non viene schierato visto il suo impegno con la prima squadra.
Nella stagione 2005-2006 parte da titolare, ma dal derby Roma-Lazio l'allenatore Luciano Spalletti gli preferisce il brasiliano Doni. Curci continua a essere titolare in Coppa Italia e in Coppa UEFA. Nella stagione successiva diventa di fatto il secondo portiere, giocando da titolare tutte le partite di Coppa Italia (escluse le finali) e le ultime partite di campionato, centrando la qualificazione ai quarti di Champions League. L'esordio in campionato nella stagione 2007-2008 arriva a Reggio Calabria dopo l'infortunio di Doni alla fine del primo tempo, mentre in Champions League l'esordio avviene il 2 ottobre all'Old Trafford contro il Manchester United. Il 24 maggio vince la Coppa Italia ai danni dell'Inter all'Olimpico di Roma, pur senza giocare le finali.

#### Siena
Nella sessione estiva del mercato 2008 viene ceduto in compartecipazione al Siena insieme a Daniele Galloppa (quest'ultimo a titolo definitivo) nell'ambito dell'operazione che porta in giallorosso Simone Loria e Artur. Alla Roma va poco più di 1 milione di euro. Al termine della stagione viene rinnovata la compartecipazione tra le due società, e Curci milita ancora per una stagione nel Siena.

#### Sampdoria
Il 2 luglio 2010 la Sampdoria ufficializza l'acquisizione in compartecipazione del calciatore, acquistando la metà in possesso del Siena, società con la quale, il giorno di Sampdoria-Napoli, gioca la centesima partita in Serie A.
Al termine della stagione la squadra retrocede e per lui è la seconda retrocessione di fila dopo quella dell'anno prima con il Siena.

#### Il ritorno alla Roma e il prestito al Bologna
Il 24 giugno 2011 viene riscattato interamente dalla Roma.
Il debutto stagionale avviene il 22 aprile 2012 contro la Juventus, dove neutralizza un rigore calciato da Andrea Pirlo, in una gara che terminerà 4 a 0 per i bianconeri.
Il 16 luglio 2012, passa al Bologna in prestito con diritto di riscatto. Durante la partita contro l'Udinese del 30 marzo 2013 para un rigore a Di Natale. Il Bologna riesce a ottenere anche per la stagione successiva il prestito con diritto di riscatto del portiere. Con la retrocessione dei rossoblù in serie B, il giocatore torna alla Roma.
Il 2 settembre 2014, il giocatore, in qualità di terzo portiere, viene inserito nella rosa dei giocatori che parteciperanno alla Champions League. Conclude la stagione non scendendo mai in campo, rimanendo poi svincolato a causa della scadenza del contratto.

#### Mainz
Dopo essersi svincolato il 30 giugno 2015 dalla Roma, il 15 agosto firma un contratto biennale con il Mainz. Il 30 gennaio 2017 rescinde con la squadra tedesca senza mai essere sceso in campo in partite ufficiali.

#### AFC Eskilstuna
Rimasto senza squadra per quasi un anno, il 18 gennaio 2018 Curci viene tesserato dall'AFC Eskilstuna, club svedese reduce dalla retrocessione in Superettan dell'anno precedente, a cui si lega per tre anni. Aiuta la squadra a chiudere il campionato al terzo posto grazie anche alla miglior difesa del campionato, e a conquistare successivamente la promozione in Allsvenskan al termine del doppio confronto contro il Brommapojkarna, salvando il risultato con un colpo di reni al 90' minuto della sfida di ritorno. Il 21 gennaio 2019 il club comunica che il portiere romano non avrebbe preso parte alla stagione 2019, ufficialmente a causa del desiderio di rescindere per motivi familiari, motivazione però smentita dal giocatore che ha affermato come i fattori siano stati la partenza del direttore sportivo, il rapporto con l'allenatore diventato non idilliaco e il fatto che altri giocatori stavano lasciando la squadra.

#### Hammarby
A pochi giorni dalla rescissione con l'AFC Eskilstuna, Curci si accorda con l'Hammarby, una delle tre squadre dell'area della capitale Stoccolma militanti nella massima serie nazionale. Firma un contratto di circa 6 mesi valido fino alla pausa estiva dell'Allsvenskan 2019, seppur con un'opzione di un ulteriore anno: la breve durata dell'accordo è data dal fatto che i biancoverdi erano alla ricerca di un sostituto temporaneo per l'infortunato Johan Wiland, che stava recuperando da un'operazione alla spalla. Ha giocato titolare le prime dodici giornate dell'Allsvenskan 2019, poi il tecnico Stefan Billborn ha schierato l'altro portiere Davor Blažević lasciando Curci in panchina per le poche rimanenti settimane di contratto: la società infatti ha scelto di non avvalersi dell'opzione che avrebbe permesso di estendere l'accordo in scadenza il 31 luglio.
Nel 2020, dopo essere rimasto svincolato da molto tempo, annuncia ufficialmente il ritiro dalle attività calcistiche.

### Nazionale
Ha fatto parte della Nazionale Under-21 di cui è stato titolare dal 2005 al 2007, disputando due Europei U-21.
Curci è stato convocato per la prima volta in Nazionale dal CT Roberto Donadoni, come terzo portiere in occasione dell'amichevole Ungheria-Italia (3-1) del 22 agosto 2007. Viene poi convocato per alcune partite di qualificazione a Euro 2008, senza essere schierato in campo.

### Dopo il ritiro
Ritiratosi nel 2020, il 14 ottobre 2021 consegue la qualifica UEFA A a Coverciano che consente di allenare tutte le selezioni giovanili e le squadre femminili, le prime squadre fino alla Serie C oltre a poter essere tesserato come allenatore in seconda sia in Serie B che in Serie A. Nel 2021 fonda l'omonima scuola dei portieri . Il 6 luglio 2023 viene nominato nuovo responsabile e preparatore dei portieri di tutto il vivaio della Totti Soccer School.   Il 22 luglio 2024 viene nominato ufficialmente allenatore dell'Asd Longarina in Promozione laziale, il 19 novembre dello stesso anno si dimette dall'incarico e contestualmente anche da quello di preparatore dei portieri .

## Statistiche

### Presenze e reti nei club
| Stagione        | Squadra         | Campionato      | Campionato | Campionato | Coppe nazionali | Coppe nazionali | Coppe nazionali | Coppe continentali | Coppe continentali | Coppe continentali | Altre coppe | Altre coppe | Altre coppe | Totale | Totale |
| Stagione        | Squadra         | Comp            | Pres       | Reti       | Comp            | Pres            | Reti            | Comp               | Pres               | Reti               | Comp        | Pres        | Reti        | Pres   | Reti   |
| --------------- | --------------- | --------------- | ---------- | ---------- | --------------- | --------------- | --------------- | ------------------ | ------------------ | ------------------ | ----------- | ----------- | ----------- | ------ | ------ |
| 2004-2005       | Roma            | A               | 11         | -16        | CI              | 6               | -8              | UCL                | 0                  | 0                  | -           | -           | -           | 17     | -24    |
| 2005-2006       | Roma            | A               | 10         | -13        | CI              | 5               | -6              | CU                 | 8                  | -10                | -           | -           | -           | 23     | -29    |
| 2006-2007       | Roma            | A               | 6          | -9         | CI              | 6               | -7              | UCL                | 0                  | 0                  | SI          | 0           | 0           | 12     | -16    |
| 2007-2008       | Roma            | A               | 2          | -4         | CI              | 5               | -5              | UCL                | 1                  | -1                 | SI          | 0           | 0           | 8      | -10    |
| 2008-2009       | Siena           | A               | 32         | -36        | CI              | 1               | 0               | -                  | -                  | -                  | -           | -           | -           | 33     | -36    |
| 2009-2010       | Siena           | A               | 36         | -58        | CI              | 1               | -2              | -                  | -                  | -                  | -           | -           | -           | 37     | -60    |
| Totale Siena    | Totale Siena    | Totale Siena    | 68         | -94        |                 | 2               | -2              |                    | -                  | -                  |             | -           | -           | 70     | -96    |
| 2010-2011       | Sampdoria       | A               | 35         | -41        | CI              | 0               | 0               | UCL+UEL            | 2+4                | -5+-5              | -           | -           | -           | 41     | -51    |
| 2011-2012       | Roma            | A               | 3          | -4         | CI              | 0               | 0               | UEL                | 0                  | 0                  | -           | -           | -           | 3      | -4     |
| 2012-2013       | Bologna         | A               | 14         | -12        | CI              | 0               | 0               | -                  | -                  | -                  | -           | -           | -           | 14     | -12    |
| 2013-2014       | Bologna         | A               | 37         | -57        | CI              | 1               | 0               | -                  | -                  | -                  | -           | -           | -           | 38     | -57    |
| Totale Bologna  | Totale Bologna  | Totale Bologna  | 51         | -69        |                 | 1               | 0               |                    | -                  | -                  |             | -           | -           | 52     | -69    |
| 2014-2015       | Roma            | A               | 0          | 0          | CI              | 0               | 0               | UCL                | 0                  | 0                  | -           | -           | -           | 0      | 0      |
| Totale Roma     | Totale Roma     | Totale Roma     | 32         | -46        |                 | 22              | -26             |                    | 9                  | -11                |             | 0           | 0           | 63     | -83    |
| 2015-2016       | Magonza         | BL              | 0          | 0          | CG              | 0               | 0               | -                  | -                  | -                  | -           | -           | -           | 0      | 0      |
| 2016-2017       | Magonza         | BL              | 0          | 0          | CG              | 0               | 0               | -                  | -                  | -                  | -           | -           | -           | 0      | 0      |
| 2018            | AFC Eskilstuna  | S1              | 27         | -13        | CS              | 0               | 0               | -                  | -                  | -                  | -           | -           | -           | 27     | -13    |
| 2019            | Hammarby        | A               | 12         | -16        | CS              | 2               | -2              | -                  | -                  | -                  | -           | -           | -           | 14     | -18    |
| Totale Carriera | Totale Carriera | Totale Carriera | 225        | -277       |                 | 27              | -30             |                    | 15                 | -21                |             | 0           | 0           | 267    | -330   |

## Palmarès

### Club

#### Competizioni nazionali
- Coppa Italia: 2

Roma: 2006-2007, 2007-2008
- Supercoppa italiana: 1

Roma: 2007